# Потрійна сполука

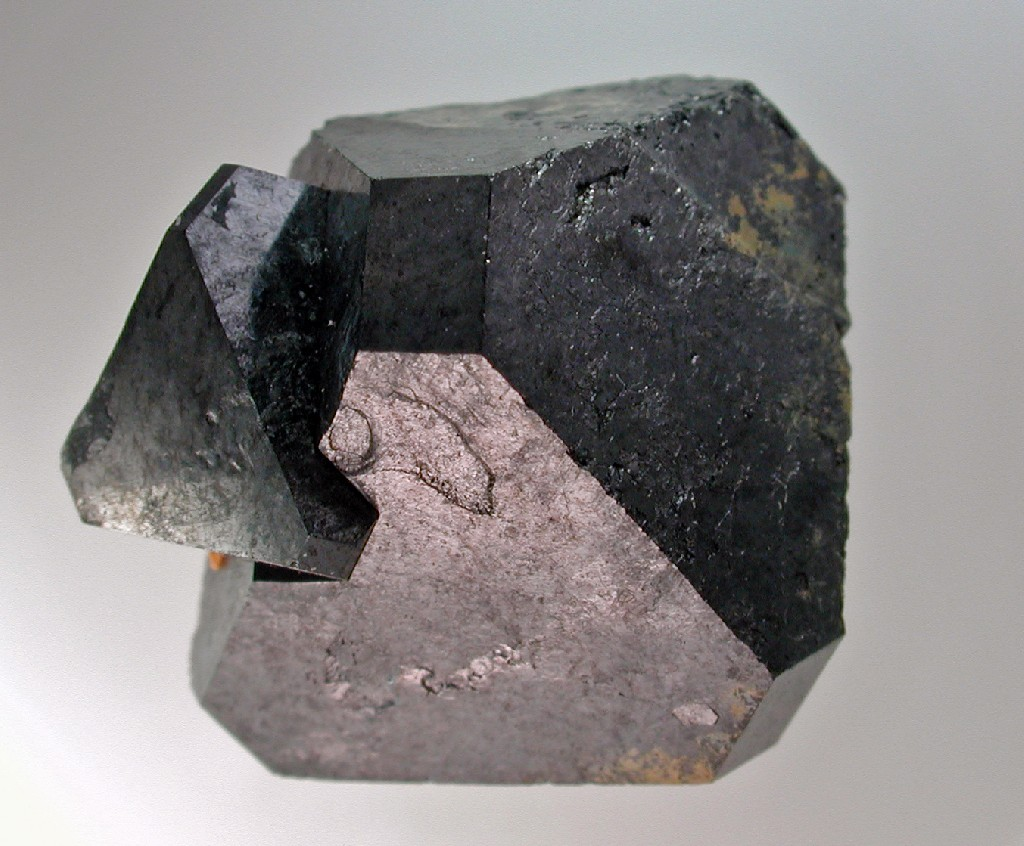
Перовськіт

Потрійна сполука — у неорганічній хімії та хімії матеріалів потрійна сполука або потрійна фаза — це хімічна сполука, що містить три різні елементи.
Хоча деякі потрійні сполуки є молекулярними, напр. хлороформ (HCCl3), більш типово потрійні фази відносяться до розширених твердих речовин. Відомим прикладом є перовськіти.
Бінарні фази, що містять лише два елементи, мають нижчий ступінь складності, ніж потрійні фази. З чотирма елементами четвертинні фази більш складні. 
Кількість ізомерів потрійної сполуки забезпечує різницю між неорганічною та органічною хімією: У неорганічній хімії була відома одна або, щонайбільше, лише кілька сполук, що складаються з будь-яких двох або трьох елементів, тоді як в органічній хімії ситуація була зовсім іншою."